# Ptilostemon strictus
Ptilostemon strictus là một loài thực vật có hoa trong họ Cúc. Loài này được (Ten.) Greuter miêu tả khoa học đầu tiên năm 1967.